# Безрубашечники

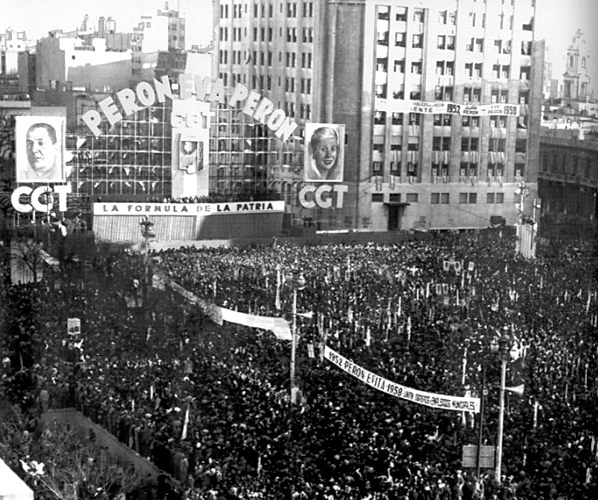
Толпа аргентинцев на фоне портретов Хуана и Эвы Перон. 1951 год

Безруба́шечники, или Дескамиса́дос (от исп. Descamisado — «без рубахи») — оскорбительный термин, применявшийся представителями аргентинской элиты в отношении сторонников Хуана Перона (президент страны в 1946—1955 и 1973—1974 годах), в основном происходивших из социальных низов. Составлявшие значительную часть населения Аргентины, безрубашечники легли в основу электората Перона, который со временем превратился в их кумира. Сам термин введён ещё Виктором Гюго в романе Отверженные, один из персонажей которого отмечает использование его испанскими сторонниками Бурбонов в отношении народных масс, участвовавших в Революции 1820 года, проводя аналогию с санкюлотами времён Французской революции.
В 1945 году грандиозное выступление безрубашечников, за помощью к которым обратилась Эва Перон, привело к освобождению полковника Хуана Перона из тюрьмы. С этого момента и вплоть до 1955 года безрубашечники представляли собой мощную опору перонизма. Именно на них Перон и Эвита сделали ставку в борьбе с оппозицией.
Хуан Перон привлёк беднейших жителей Аргентины своими популистскими лозунгами, обещаниями «разделить награбленное» и крайней жёсткостью политического курса. Особую роль во взаимоотношениях между режимом Перона и безрубашечниками играла первая леди страны, Эва (Эвита) Перон, которую последние считали «своей». «Эвита была той женщиной из народа, которая встала рядом с Пероном, не имея ни политического опыта, ни предрассудков, — писал один из её соратников, — поэтому она явилась новатором при проведении массовых кампаний». Современники называли супругу Перона «мадонной безрубашечников».